# Liste des Z 23500
Cette page est une annexe de l'article « Z 23500 ».

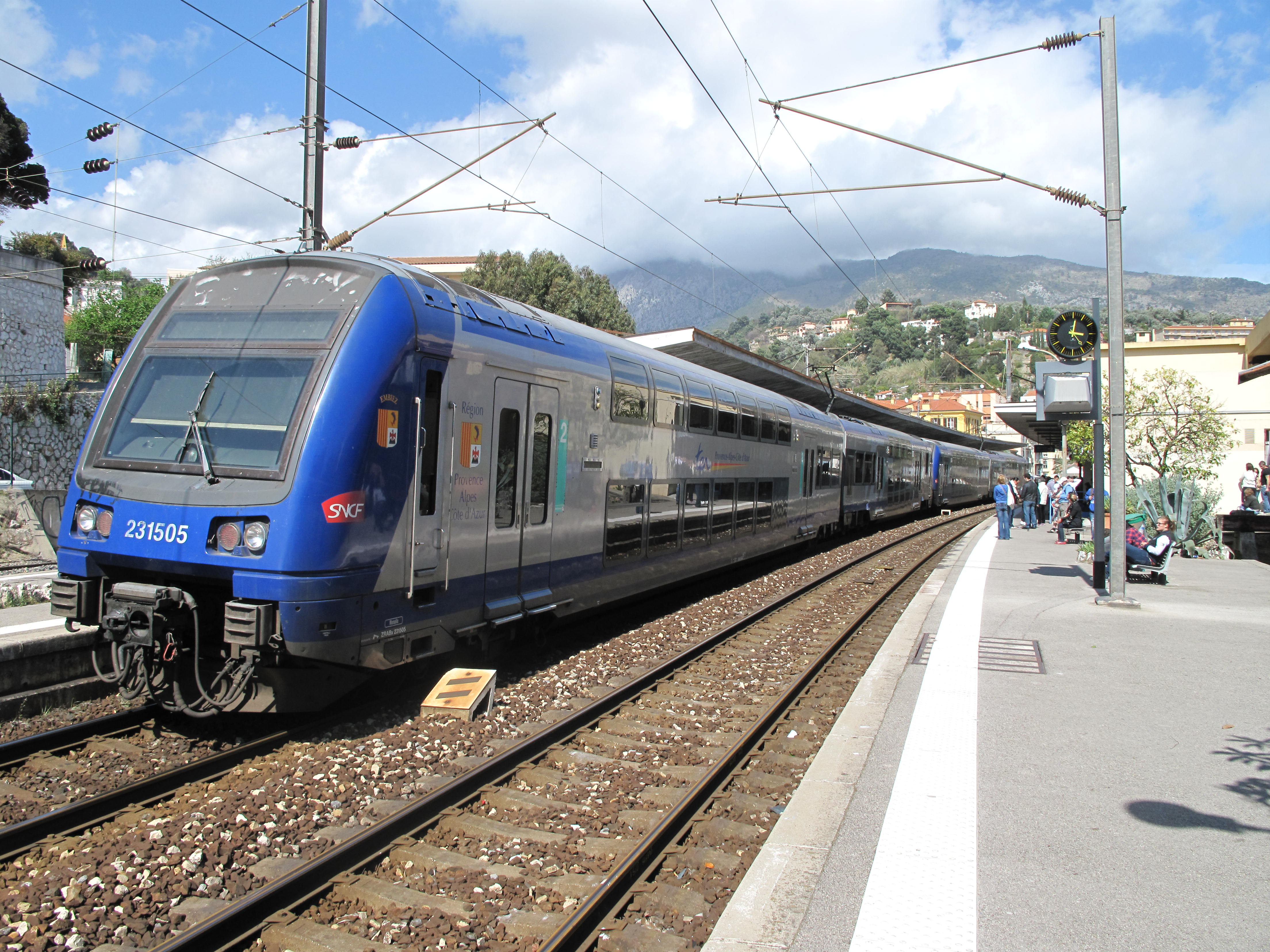
Z 23500 du TER PACA.

Cette liste recense les éléments du parc de Z 23500, nommés TER 2N, matériel roulant de la Société nationale des chemins de fer français (SNCF) conçu pour le service TER en France.

## État du matériel
| Abréviation STF | Désignation STF                | Nombre d'engins |
| --------------- | ------------------------------ | --------------- |
| SHF             | STF Hauts-de-France            | 33              |
| SPC             | STF Provence-Alpes-Côte d'Azur | 30              |
| SRA             | STF Rhône-Alpes                | 16              |
| Totale          | –                              | 79              |

### Liste des Z 23500
Cette liste traite des Z 23500, matériel électrique nommés TER 2N, train de la SNCF
| Motrices | Mise en service   | KM depuis mise en service | Radiation     | Livrée                         | STF   | Baptême (date)                    | Régions propriétaire       |
| -------- | ----------------- | ------------------------- | ------------- | ------------------------------ | ----- | --------------------------------- | -------------------------- |
| 23501    | 1er novembre 1997 | /                         | /             | TER Provence-Alpes-Côte d'Azur | SPC   | /                                 | Provence-Alpes-Côte d'Azur |
| 23502    | 25 juin 1998      | /                         | /             | TER Hauts-de-France            | SHF   | /                                 | Hauts-de-France            |
| 23503    | 11 juin 1998      | /                         | /             | TER Auvergne-Rhône-Alpes       | SRA   | /                                 | Auvergne-Rhône-Alpes       |
| 23504    | 17 février 1998   | /                         | /             | TER Provence-Alpes-Côte d'Azur | SPC   | /                                 | Provence-Alpes-Côte d'Azur |
| 23505    | 15 février 1998   | /                         | /             | TER Provence-Alpes-Côte d'Azur | SPC   | /                                 | Provence-Alpes-Côte d'Azur |
| 23506    | 9 mars 1998       | /                         | /             | TER Hauts-de-France            | SHF   | /                                 | Hauts-de-France            |
| 23507    | 15 mars 1998      | /                         | /             | TER Provence-Alpes-Côte d'Azur | SPC   | /                                 | Provence-Alpes-Côte d'Azur |
| 23508    | 6 avril 1998      | /                         | /             | TER Provence-Alpes-Côte d'Azur | SPC   | /                                 | Provence-Alpes-Côte d'Azur |
| 23509    | 6 avril 1998      | /                         | /             | TER Provence-Alpes-Côte d'Azur | SPC   | /                                 | Provence-Alpes-Côte d'Azur |
| 23510    | 17 avril 1998     | /                         | /             | TER Provence-Alpes-Côte d'Azur | SPC   | /                                 | Provence-Alpes-Côte d'Azur |
| 23511    | 4 mai 1998        | /                         | /             | TER Provence-Alpes-Côte d'Azur | SPC   | /                                 | Provence-Alpes-Côte d'Azur |
| 23512    | 11 juin 1998      | /                         | /             | TER Auvergne-Rhône-Alpes       | SRA   | /                                 | Auvergne-Rhône-Alpes       |
| 23513    | 12 juin 1998      | /                         | /             | TER Provence-Alpes-Côte d'Azur | SPC   | /                                 | Provence-Alpes-Côte d'Azur |
| 23514    | 1er juin 1998     | /                         | /             | TER Hauts-de-France            | SHF   | /                                 | Hauts-de-France            |
| 23515    | 15 juin 1998      | /                         | /             | TER Auvergne-Rhône-Alpes       | SRA   | /                                 | Auvergne-Rhône-Alpes       |
| 23516    | 19 juin 1998      | /                         | /             | TER Provence-Alpes-Côte d'Azur | SPC   | /                                 | Provence-Alpes-Côte d'Azur |
| 23517    | 1er juillet 1998  | /                         | /             | TER Hauts-de-France            | SHF   | /                                 | Hauts-de-France            |
| 23518    | 23 juillet 1998   | /                         | /             | TER Hauts-de-France            | SHF   | /                                 | Hauts-de-France            |
| 23519    | 17 juillet 1998   | /                         | /             | TER Provence-Alpes-Côte d'Azur | SPC   | /                                 | Provence-Alpes-Côte d'Azur |
| 23520    | 17 juillet 1998   | /                         | /             | TER Provence-Alpes-Côte d'Azur | SPC   | /                                 | Provence-Alpes-Côte d'Azur |
| 23521    | 31 juillet 1998   | /                         | /             | TER Provence-Alpes-Côte d'Azur | SPC   | /                                 | Provence-Alpes-Côte d'Azur |
| 23522    | 1er août 1998     | /                         | /             | TER Hauts-de-France            | SHF   | /                                 | Hauts-de-France            |
| 23523    | 31 juillet 1998   | /                         | /             | TER Auvergne-Rhône-Alpes       | SRA   | /                                 | Auvergne-Rhône-Alpes       |
| 23524    | 28 septembre 1998 | /                         | /             | TER Provence-Alpes-Côte d'Azur | SPC   | /                                 | Provence-Alpes-Côte d'Azur |
| 23525    | 21 septembre 1998 | /                         | /             | TER Provence-Alpes-Côte d'Azur | SPC   | /                                 | Provence-Alpes-Côte d'Azur |
| 23526    | 2 octobre 1998    | /                         | /             | TER Hauts-de-France            | SHF   | Aulnoye-Aymeries (2 octobre 1998) | Hauts-de-France            |
| 23527    | 2 octobre 1998    | /                         | /             | TER Auvergne-Rhône-Alpes       | SRA   | /                                 | Auvergne-Rhône-Alpes       |
| 23528    | 2 octobre 1998    | /                         | /             | TER Provence-Alpes-Côte d'Azur | SPC   | /                                 | Provence-Alpes-Côte d'Azur |
| 23529    | 2 novembre 1998   | /                         | /             | TER Provence-Alpes-Côte d'Azur | SPC   | /                                 | Provence-Alpes-Côte d'Azur |
| 23530    | 23 novembre 1998  | /                         | /             | TER Hauts-de-France            | SHF   | /                                 | Hauts-de-France            |
| 23531    | 9 novembre 1998   | /                         | /             | TER Auvergne-Rhône-Alpes       | SRA   | /                                 | Auvergne-Rhône-Alpes       |
| 23532    | 2 décembre 1998   | /                         | /             | TER Provence-Alpes-Côte d'Azur | SPC   | /                                 | Provence-Alpes-Côte d'Azur |
| 23533    | 2 décembre 1998   | /                         | /             | TER Provence-Alpes-Côte d'Azur | SPC   | /                                 | Provence-Alpes-Côte d'Azur |
| 23534    | 22 décembre 1998  | /                         | /             | TER Hauts-de-France            | SHF   | /                                 | Hauts-de-France            |
| 23535    | 3 décembre 1998   | /                         | /             | TER Auvergne-Rhône-Alpes       | SRA   | /                                 | Auvergne-Rhône-Alpes       |
| 23536    | 21 décembre 1998  | /                         | /             | TER Provence-Alpes-Côte d'Azur | SPC   | /                                 | Provence-Alpes-Côte d'Azur |
| 23537    | 30 décembre 1998  | /                         | /             | TER Provence-Alpes-Côte d'Azur | SPC   | /                                 | Provence-Alpes-Côte d'Azur |
| 23538    | 30 décembre 1998  | /                         | /             | TER Provence-Alpes-Côte d'Azur | SPC   | /                                 | Provence-Alpes-Côte d'Azur |
| 23539    | 7 janvier 1999    | /                         | /             | TER Auvergne-Rhône-Alpes       | SRA   | /                                 | Auvergne-Rhône-Alpes       |
| 23540    | 18 janvier 1999   | /                         | /             | TER Provence-Alpes-Côte d'Azur | SPC   | /                                 | Provence-Alpes-Côte d'Azur |
| 23541    | 28 janvier 1999   | /                         | /             | TER Provence-Alpes-Côte d'Azur | SPC   | /                                 | Provence-Alpes-Côte d'Azur |
| 23542    | 22 février 1999   | /                         | /             | TER Hauts-de-France            | SHF   | /                                 | Hauts-de-France            |
| 23543    | 9 février 1999    | /                         | /             | TER Hauts-de-France            | SHF   | /                                 | Hauts-de-France            |
| 23544    | 4 mars 1999       | /                         | /             | TER Provence-Alpes-Côte d'Azur | SPC   | /                                 | Provence-Alpes-Côte d'Azur |
| 23545    | 8 mars 1999       | /                         | /             | TER Provence-Alpes-Côte d'Azur | SPC   | /                                 | Provence-Alpes-Côte d'Azur |
| 23546    | 4 mars 1999       | /                         | /             | TER Hauts-de-France            | SHF   | /                                 | Hauts-de-France            |
| 23547    | 8 mars 1999       | /                         | /             | TER Provence-Alpes-Côte d'Azur | SPC   | /                                 | Provence-Alpes-Côte d'Azur |
| 23548    | 18 mars 1999      | /                         | /             | TER Auvergne-Rhône-Alpes       | SRA   | /                                 | Auvergne-Rhône-Alpes       |
| 23549    | 31 mars 1999      | /                         | /             | TER Provence-Alpes-Côte d'Azur | SPC   | /                                 | Provence-Alpes-Côte d'Azur |
| 23550    | 31 mars 1999      | /                         | /             | TER Provence-Alpes-Côte d'Azur | SPC   | /                                 | Provence-Alpes-Côte d'Azur |
| 23551    | 2 avril 1999      | /                         | /             | TER Hauts-de-France            | SHF   | /                                 | Hauts-de-France            |
| 23552    | 12 avril 1999     | /                         | /             | TER Hauts-de-France            | SHF   | /                                 | Hauts-de-France            |
| 23553    | 16 avril 1999     | /                         | /             | TER Provence-Alpes-Côte d'Azur | SPC   | /                                 | Provence-Alpes-Côte d'Azur |
| 23554    | 26 avril 1999     | /                         | /             | TER Hauts-de-France            | SHF   | /                                 | Hauts-de-France            |
| 23555    | 3 mai 1999        | /                         | /             | TER Hauts-de-France            | SHF   | /                                 | Hauts-de-France            |
| 23556    | 28 mai 1999       | /                         | /             | TER Auvergne-Rhône-Alpes       | SRA   | /                                 | Auvergne-Rhône-Alpes       |
| 23557    | 21 mai 1999       | /                         | /             | TER Hauts-de-France            | SHF   | /                                 | Hauts-de-France            |
| 23558    | 31 mai 1999       | /                         | /             | TER Hauts-de-France            | SHF   | /                                 | Hauts-de-France            |
| 23559    | 14 septembre 1999 | /                         | /             | TER Hauts-de-France            | SHF   | /                                 | Hauts-de-France            |
| 23560    | 16 juin 1999      | /                         | /             | TER Auvergne-Rhône-Alpes       | SRA   | /                                 | Auvergne-Rhône-Alpes       |
| 23561    | 12 juillet 1999   | /                         | /             | TER Hauts-de-France            | SHF   | /                                 | Hauts-de-France            |
| 23562    | 1er juillet 1999  | /                         | /             | TER Hauts-de-France            | SHF   | /                                 | Hauts-de-France            |
| 23563    | 29 juillet 1999   | /                         | /             | TER Hauts-de-France            | SHF   | /                                 | Hauts-de-France            |
| 23564    | 19 juillet 1999   | /                         | /             | TER Auvergne-Rhône-Alpes       | SRA   | /                                 | Auvergne-Rhône-Alpes       |
| 23565    | 9 septembre 1999  | /                         | /             | TER Hauts-de-France            | SHF   | /                                 | Hauts-de-France            |
| 23566    | 14 septembre 1999 | /                         | /             | TER Hauts-de-France            | SHF   | /                                 | Hauts-de-France            |
| 23567    | 20 septembre 1999 | /                         | /             | TER Auvergne-Rhône-Alpes       | SRA   | /                                 | Auvergne-Rhône-Alpes       |
| 23568    | 8 octobre 1999    | /                         | /             | TER Hauts-de-France            | SHF   | /                                 | Hauts-de-France            |
| 23569    | 26 octobre 1999   | /                         | /             | TER Hauts-de-France            | SHF   | /                                 | Hauts-de-France            |
| 23570    | 27 octobre 1999   | /                         | /             | TER Auvergne-Rhône-Alpes       | SRA   | /                                 | Auvergne-Rhône-Alpes       |
| 23571    | 15 novembre 1999  | /                         | /             | TER Hauts-de-France            | SHF   | /                                 | Hauts-de-France            |
| 23572    | 17 novembre 1999  | /                         | /             | TER Hauts-de-France            | SHF   | /                                 | Hauts-de-France            |
| 23573    | 2 décembre 1999   | /                         | /             | TER Auvergne-Rhône-Alpes       | SRA   | /                                 | Auvergne-Rhône-Alpes       |
| 23574    | 16 décembre 1999  | 682 993                   | 31 mai 2007 * | TER Nord-Pas-de-Calais         | Lille | /                                 |                            |
| 23575    | 23 décembre 1999  | /                         | /             | TER Auvergne-Rhône-Alpes       | SRA   | /                                 | Auvergne-Rhône-Alpes       |
| 23576    | 26 janvier 2000   | /                         | /             | TER Hauts-de-France            | SHF   | /                                 | Hauts-de-France            |
| 23577    | 23 février 2000   | /                         | /             | TER Hauts-de-France            | SHF   | /                                 | Hauts-de-France            |
| 23578    | 4 février 2000    | /                         | /             | TER Hauts-de-France            | SHF   | /                                 | Hauts-de-France            |
| 23579    | 1er mars 2000     | /                         | /             | TER Hauts-de-France            | SHF   | /                                 | Hauts-de-France            |
| 23580    | 31 mars 2000      | /                         | /             | TER Hauts-de-France            | SHF   | /                                 | Hauts-de-France            |

*Z23574 Radié à la suite d'une collision entre un camion a un PN a St-Laurant-Blangy 